# Borsigsteg
Der Borsigsteg war eine Fußgängerbrücke etwa am Flusskilometer 11,80 der Spree und verband die Dortmunder Straße im Berliner Ortsteil Moabit mit der Flensburger Straße im Ortsteil Hansaviertel. Das Bauwerk wurde 1904–1906 nach Plänen von Bruno Möhring und Friedrich Krause errichtet. Der Steg wurde am Ende des Zweiten Weltkriegs von deutschen Wehrmachtsangehörigen zerstört.

## Errichtung
Aufgrund der in der Mitte des 19. Jahrhunderts schnell wachsenden Borsigwerke im Gebiet Moabit und der Entstehung der Wohnviertel für die zahlreichen Arbeiterfamilien war eine kurze Verbindung über die Unterspree hinweg notwendig geworden. Der Architekt Bruno Möhring und der Bauingenieur Friedrich Krause, die bereits erfolgreich beim Bau der Swinemünder Brücke zusammengearbeitet hatten, lieferten zu Beginn des 20. Jahrhunderts Baupläne für eine Fußgängerbrücke. Der Ernst Wasmuth Verlag veröffentlichte in seinen Architekturschriften die Entwürfe. Die Pläne sahen eine Eisenfachwerk-Balkenbrücke als Hängekonstruktion mit monumentalen steinernen Portalen über den Pylonen vor. Mitte September 1905 war die Brücke fertig und wurde zur Benutzung freigegeben. Vor der Eröffnung der Flussquerung hieß sie nur die Fußgängersteg, und die Stadt Berlin musste noch einige Straßenführungen verändern, weil das Bauwerk mit seinen Stufen auf beiden Seiten nicht für den Fahrzeugverkehr vorgesehen war.

## Beschreibung
Gusseiserne Laternen und Kandelaber im Jugendstil bildeten neben Portalen den Brückenschmuck dieser Fußgänger gebauten Spreequerung zwischen dem Schleswiger Ufer und der Flensburger Straße (heute: Bundesratufer). Bei der Eröffnung der Brücke erhielt sie den Namen Borsigbrücke zu Ehren des Fabrikanten August Borsig, der einen großen Beitrag zum Wachstum dieses Teils von Berlin geleistet hatte.

## Zerstörung
Bereits im Jahr 1915 entstanden Zerstörungen an dieser Brücke, wie eine Literaturstelle erkennen lässt. Es kann jedoch angenommen werden, dass eine Reparatur erfolgte, denn in dem Standardbuch Berlin und seine Brücken wird die Zerstörung am Ende des Zweiten Weltkriegs beschrieben. Der Nerobefehl der deutschen Wehrmacht hatte auch hier zur Sprengung dieses historischen Bauwerks geführt. In einer weiteren Quelle berichtet eine Zeitzeugin von dem zerstörten Borsigsteg im Jahr 1947. Das Wasserhindernis wurde dann beseitigt, auf beiden Uferseiten sind jedoch Widerlagerreste der Brücke erhalten geblieben. Pläne für einen Wiederaufbau sind nicht bekannt.

## In der Umgebung

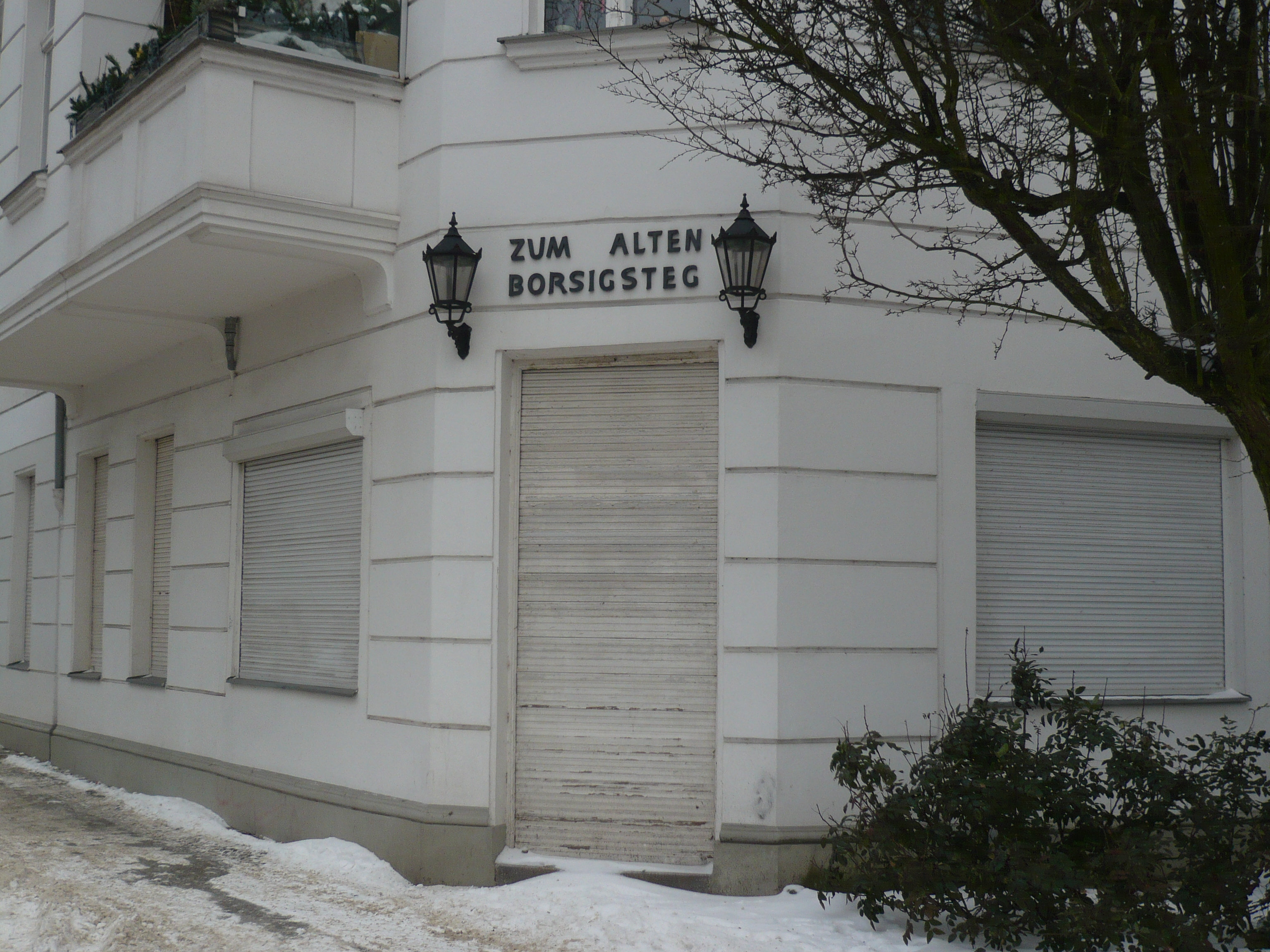
Ehemaliges Restaurant
Zum alten Borsigsteg, 2010

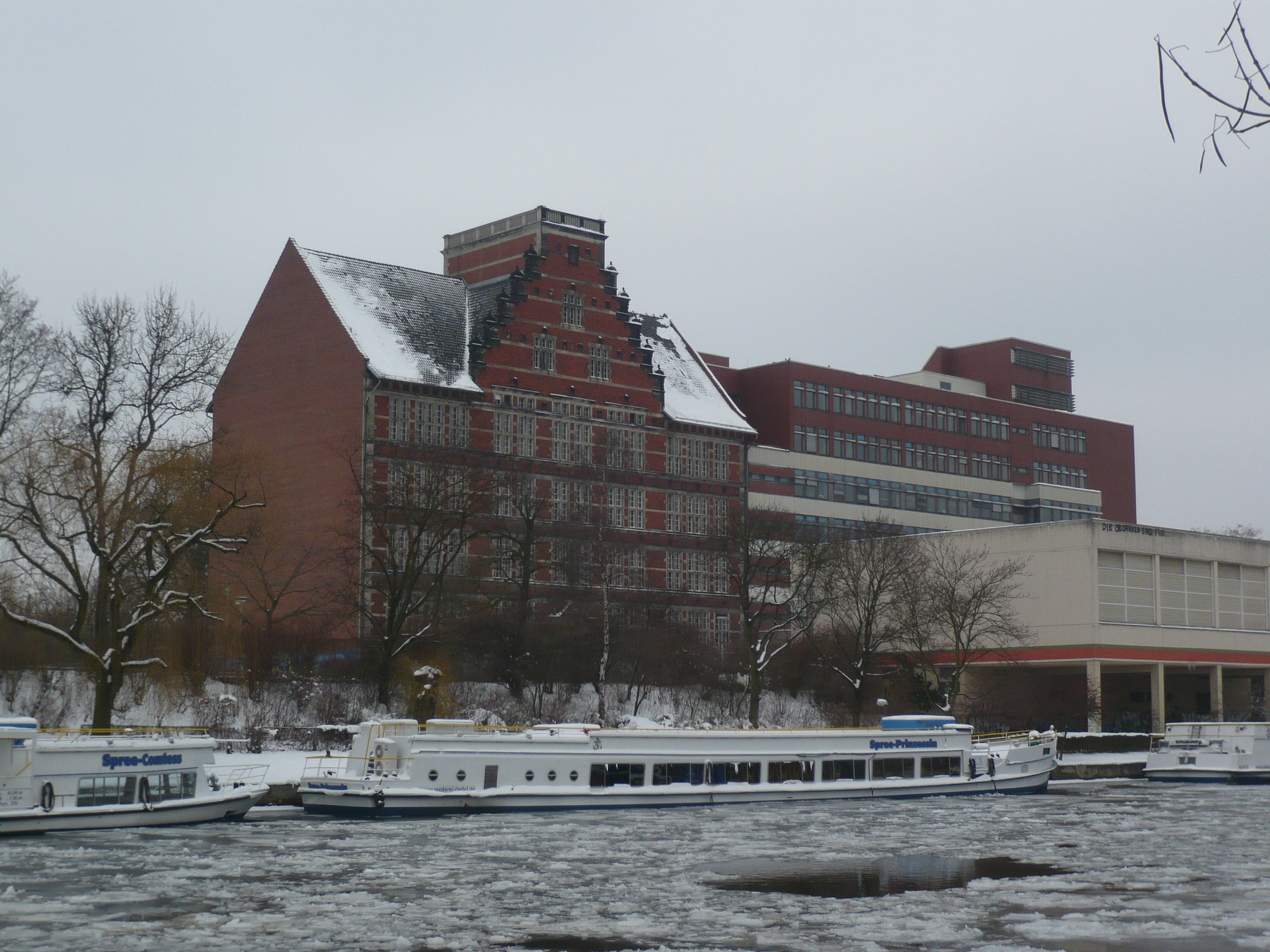
Blick auf die frühere Menzel-Schule (seit 2012 zusammengelegt mit dem Heinrich-von-Kleist-Gymnasium zum Gymnasium Tiergarten) vom Standort des früheren Borsigstegs, 2010

An der Dortmunder Ecke Bochumer Straße am Bundesratufer befindet sich eine kleine Kiezgaststätte, die Zum alten Borsigsteg heißt und damit an das längst zerstörte Brückenbauwerk erinnert. Das Restaurant ist seit Anfang der 2000er Jahre allerdings geschlossen. Das Haus wurde danach saniert, der Schriftzug blieb erhalten.
Die moderne Bebauung des Spreebogens am nordwestlichen Spreeufer dominiert inzwischen das Aussehen um den ehemaligen Standort des Borsigstegs. Zwei Gebäude am Bundesratufer (Nummer 2, Haus Lessing und Nummer 10, ein Mietshaus) aus der Erstbebauungszeit sind saniert und stehen unter Denkmalschutz. Am Schleswiger Ufer ist das frühere Realschulgebäude erhalten, das heute vom Gymnasium Tiergarten genutzt wird (Bild).